# 涅阳县
32°57′51″N 112°13′14″E / 32.964192°N 112.220607°E
涅阳县，古县名。汉文帝五年（前175年）改涅阳侯国置，治所在今河南省镇平县南侯集镇赵河东岸以北一带。因位于涅水（今赵水）北岸故名。北魏郦道元《水经注·湍水》记载：“涅水经县城西折而东南流。”属南阳郡。隋朝初年，改名课阳县。 